# Dennis Rasmussen
Dennis Rasmussen, född 3 juli 1990 i Surahammar, är en svensk professionell ishockeyspelare som spelar för Växjö Lakers.

## Karriär

### Sverige
Rasmussen har Surahammars IF som moderklubb. 
Den Västeråsfödda forwarden spelade i VIK Västerås HK:s juniorlag mellan 2005 och 2010. 
Han fick dock chansen i deras A-lag säsongen 08/09, innan han säsongen 09/10 spelade större delen av säsongen med dem i Hockeyallsvenskan. Året därpå blev han utsedd till assisterande kapten vid 20-årsåldern. Det året blev hans sista i Hockeyallsvenskan med Västerås och spel i SHL (vid tidpunkten Elitserien) med Växjö Lakers väntade. 
Han spelade där i tre år mellan säsongerna 11/12 och 13/14, där han det sista året bar ett "A" på bröstet.
Den 13 juni 2018 blev det en återkomst i Växjö Lakers för forwarden. Han spelade där säsongen ut och fick vara med och lyfta klubbens andra SM-guld.

### Nordamerika
Han skrev på sitt första NHL-kontrakt med Chicago Blackhawks den 10 juni 2014. Det var ett kontrakt på ett år. Hela säsongen blev det dock spel med deras farmarlag, Rockford IceHogs, i AHL. 
Den 9 juli 2015 förlängde han kontraktet med NHL-klubben med ytterligare ett år. 
Han fick göra sin debut mot Nashville Predators den 8 december samma år. I debuten så stod han för matchens första mål efter att ha överlistat Pekka Rinne. Totalt gjorde han nio poäng, fem mål och fyra assist, på 44 spelade matcher.
Inför säsongen 16/17, förlängde Rasmussen kontraktet med ytterligare ett år. 68 matcher i NHL blev det, där han stod för åtta poäng, fördelat lika mellan mål och assist. 
Säsongen därpå blev det spel i Anaheim Ducks, där han hade skrivit på ett kontrakt på ett år. Det blev spel i NHL och AHL för Rasmussen säsongen 17/18, innan han sattes upp på unconditional waivers 12 februari 2018. 

### Metallurg Magnitogorsk
Det blev spel i KHL under tre säsonger med Metallurg Magnitogorsk mellan säsongerna 18/19 och 20/21. Den första säsongen blev mest lyckad för Rasmussen. Han stod då för 48 poäng, 14 mål och 34 assist, på 61 matcher. Det blev även ett mål på sex matcher i slutspelet.

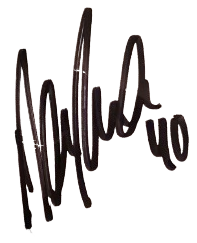
Dennis Rasmussens autograf.

### HC Davos
3 juni 2021 skrev han på för HC Davos i NL. Det blev två säsonger där innan han valde att förlänga kontraktet med ytterligare ett år.

### Landslagskarriär
Han har spelat för det svenska landslaget vid flera tillfällen. Säsongen 09/10 spelade han JVM med Sverige och var då med och tog brons. 
Utöver att ha spelat fler vänskapsmatcher med Tre Kronor har det även blivit VM-spel vid fyra tillfällen. Säsongen 13/14 kom Sverige trea och tog hem bronset med Rasmussen i truppen.

## Klubbar
- Surahammars IF  (Moderklubb)
- VIK Västerås HK 2008 – 2011
- Växjö Lakers 2011 – 2014
- Rockford IceHogs 2014 – 2015
- Chicago Blackhawks 2015 – 2017
- Anaheim Ducks 2017 – 2018
- San Diego Gulls 2017 – 2018
- Växjö Lakers 2017 – 2018
- Metallurg Magnitogorsk 2018 – 2021
- HC Davos 2021 – 2024
- Växjö Lakers 2024 –

### Klubbkarriär
| 2005-2006 | Västerås IK            | U16 SM              | 5  | 4  | 1  | 5  | -   | -  | - | - | - | -  |
| 2006-2007 | Västerås IK            | J18 Allsvenskan     | 14 | 6  | 10 | 16 | -   | 5  | 2 | 1 | 3 | -  |
| 2007-2008 | Västerås IK            | J20 SuperElit       | 39 | 8  | 11 | 19 | -   | 3  | 1 | 2 | 3 | -  |
| 2008-2009 | Västerås IK            | J20 SuperElit       | 40 | 19 | 25 | 44 | -   | 3  | 1 | 3 | 4 | -  |
| 2008-2009 | Västerås IK            | HockeyAllsvenskan   | 15 | 2  | 1  | 3  | 2   | 5  | 3 | 1 | 4 | 0  |
| 2009-2010 | Västerås IK            | J20 SuperElit       | 3  | 1  | 3  | 4  | -   | -  | - | - | - | -  |
| 2009-2010 | Västerås IK            | HockeyAllsvenskan   | 44 | 4  | 13 | 17 | -10 | -  | - | - | - | -  |
| 2010-2011 | Västerås IK            | HockeyAllsvenskan   | 48 | 10 | 23 | 33 | 10  | 6  | 3 | 2 | 5 | -  |
| 2011-2012 | Växjö Lakers HC        | Elitserien          | 55 | 8  | 9  | 17 | -7  | -  | - | - | - | -  |
| 2012-2013 | Växjö Lakers HC        | Elitserien          | 42 | 16 | 12 | 28 | -1  | -  | - | - | - | -  |
| 2013-2014 | Växjö Lakers HC        | Svenska Hockeyligan | 52 | 16 | 24 | 40 | -6  | 12 | 2 | 4 | 6 | 0  |
| 2014-2015 | Rockford IceHogs       | AHL                 | 73 | 13 | 14 | 27 | 9   | 7  | 0 | 0 | 0 | 0  |
| 2015-2016 | Chicago Blackhawks     | NHL                 | 44 | 4  | 5  | 9  | 9   | -  | - | - | - | -  |
| 2015-2016 | Rockford IceHogs       | AHL                 | 25 | 7  | 9  | 16 | -1  | 3  | 1 | 1 | 2 | -2 |
| 2016-2017 | Chicago Blackhawks     | NHL                 | 68 | 4  | 4  | 8  | -4  | 3  | 1 | 0 | 1 | -2 |
| 2017-2018 | Anaheim Ducks          | NHL                 | 27 | 1  | 3  | 4  | 4   | -  | - | - | - | -  |
| 2017-2018 | San Diego Gulls        | AHL                 | 17 | 4  | 6  | 10 | -1  | -  | - | - | - | -  |
| 2017-2018 | Växjö Lakers HC        | Svenska Hockeyligan | 7  | 1  | 1  | 2  | 7   | 13 | 4 | 5 | 9 | 7  |
| 2018-2019 | Metallurg Magnitogorsk | KHL                 | 61 | 14 | 34 | 48 | 7   | 6  | 1 | 0 | 1 | -3 |
| 2019-2020 | Metallurg Magnitogorsk | KHL                 | 54 | 10 | 23 | 33 | 0   | -  | - | - | - | -  |
| 2020-2021 | Metallurg Magnitogorsk | KHL                 | 36 | 10 | 6  | 16 | 16  | 12 | 3 | 2 | 5 | 0  |
| 2021-2022 | HC Davos               | NL                  | 51 | 10 | 26 | 36 | 10  | 11 | 1 | 1 | 2 | -1 |
| 2022-2023 | HC Davos               | NL                  | 40 | 15 | 10 | 25 | 10  | 5  | 1 | 2 | 3 | 1  |
| 2023-2024 | HC Davos               | NL                  | 46 | 7  | 21 | 28 | 17  | 4  | 0 | 3 | 4 | -2 |
| 2024-2025 | Växjö Lakers HC        | Svenska Hockeyligan | -  | -  | -  | -  | -   | -  | - | - | - | -  |

## Meriter
- Vinnare av poängligan i Spengler Cup 2023 (7 poäng)